# Georgi Stepanowitsch Schschonow

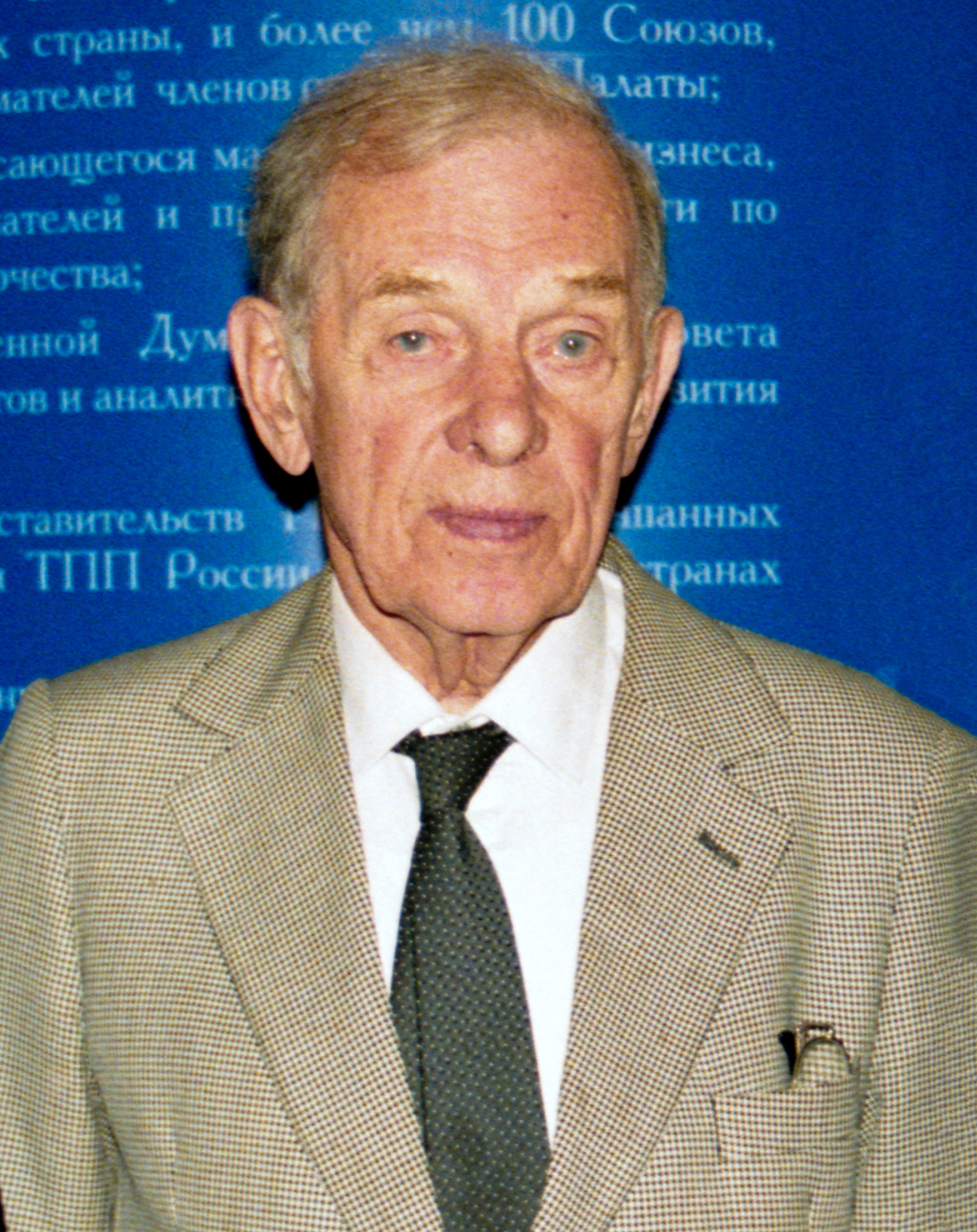
Georgi Stepanowitsch Schschonow 2002

Georgi Stepanowitsch Schschonow (russisch Георгий Степанович Жжёнов, wiss. Transliteration Georgij Stepanovič Žžënov; * 9. Märzjul. / 22. März 1915greg. in Petrograd; † 8. Dezember 2005 in Moskau) war ein sowjetischer und russischer Schauspieler.

## Leben und Karriere
Georgi Schschonow begann seine Filmkarriere 1931 in der Makarenko-Verfilmung Der Weg ins Leben (Путёвка в жизнь). Seine Karriere wurde zweimal aus politischen Gründen unterbrochen. Das erste Mal wurde er wegen falscher Anschuldigungen – er solle ein US-Spion gewesen sein – für fünf Jahre in den Gulag Kolyma geschickt. Dabei lernte er den Mithäftling Sergei Pawlowitsch Tschaplin kennen und beide freudeten sich an. 1949 wurde er erneut für sechs Jahre nach Sibirien verbannt. Seit der Mitte der 1950er Jahre konnte er seine Karriere fortsetzen und spielte bis zum Ende der 1980er-Jahre in weit über 50 Filmrollen, von denen viele auch in Deutschland – vor allem in der DDR – gezeigt wurden.
Während der Ära Gorbatschow schrieb Schschonow seine Autobiografie Ot »Glucharja« do »Žar-pticy« (Vom »Auerhahn« zum »Feuervogel«), die 1989 in Moskau erschien. 2002 veröffentlichte er eine vollständige Sammlung seiner Erzählungen unter dem Titel Prožitoe (Durchlebtes).

## Filmografie (Auswahl)
- 1931: Der Weg ins Leben (Putjowka w schisn)
- 1934: Tschapajew
- 1962: Planet der Stürme
- 1966: Vorsicht, Autodieb!
- 1968: Frühling an der Oder
- 1968: Der Irrtum des Gesandten